# Lagoa dos Quadros
Lagoa dos Quadros é uma lagoa brasileira localizada no estado do Rio Grande do Sul. Deve seu nome a Joaquim Antônio de Quadros, um dos primeiros sesmeiros, provenientes dos Açores, que chegaram à região no século XVIII, e que se tornou um dos mais conhecidos colonizadores do Rio Grande do Sul.